# Ilija Spasojević
Ilija Spasojević (Bar, 11 de setembro de 1987), é um futebolista montenegrino naturalizado indonésio que atua como atacante. Atualmente, joga pelo Bali United.
Spasojević já jogou pelas seleções da Iugoslávia sub-17 e sub-19, Sérvia-Montenegro sub-21 e Montenegro sub-21. Durante o seu período na Indonésia, Spasojević marcou 37 gols em 59 partidas jogando pelo Bali Devata, PSM Makassar e Mitra Kukar . Marcando 10 gols no final da temporada de 2013, ele liderou o Mitra Kukar para alcançar o maior sucesso na história do clube, 3 º lugar na Indonesian Super League.

## Carreira nos Clubes

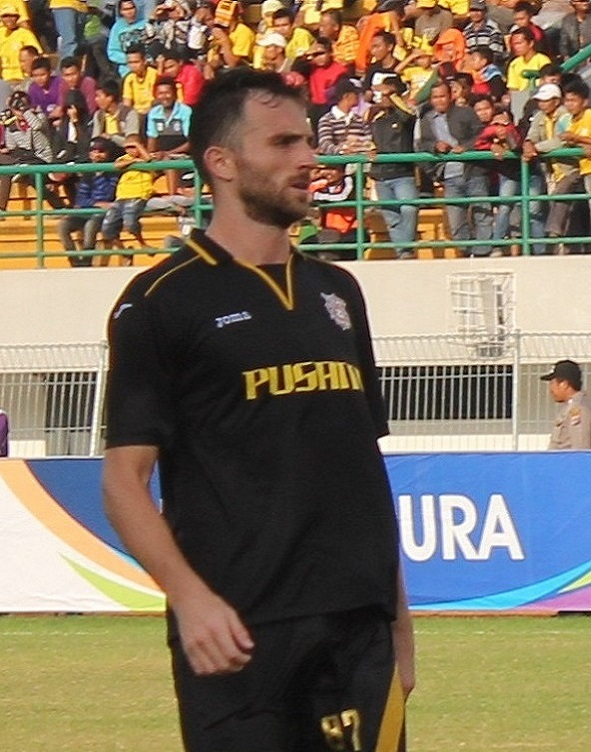
Ilija Spasojević, no campo de futebol.

### Início de carreira
Spasojević começou a sua carreira sênior em 2004 com a idade de 17 jogando pelo Vojvodina na SuperLiga sérvia , ao lado do Atacante (ex- Juventus) Miloš Krasić . Em julho de 2005 ele se mudou para o clube montenegrino Sutjeska Nikšić onde marcou 7 gols em 17 jogos. Em julho de 2006 Spasojević decidiu voltar para o futebol sérvio, desta vez foi para CSK Pivara onde marcou 9 gols em 18 jogos.

### Dinamo Tbilisi
Em janeiro de 2007 Spasojević assinou pelo Dinamo Tbilisi para disputar a antiga Taça das Taças. Pelo  Dinamo Tbilisi , ele marcou 30 gols em 61 jogos na Liga da Geórgia e da Copa da Geórgia. Ele se tornou o primeiro estrangeiro artilheiro da história do Dinamo Tbilisi e ganhou-se o apelido de Spasogol  pela mídia georgiana. Durante a sua estada no Dinamo Tbilisi Spasojević venceu a Liga da Geórgia, Geórgia Copa e Georgia Super Cup , e fez sua estréia na UEFA Champions League , 30 de julho de 2008 contra o Panathinaikos FC.

### Borac Čačak
Em julho de 2009 Spasojević estava perto de assinar um contrato com o clube Alemão Arminia Bielefeld,  mas a transferência falhou devido um desacordo financeiro. Estrela Vermelha de Belgrado também mostrou interesse em contrata-lo, mas em 31 de agosto de 2009, ele finalmente se juntou Borac Čačak na SuperLiga sérvia .

### Liepājas Metalurgs
Em 30 de março 2010 assinou pelos campeões da Letônia, o Liepājas Metalurgs . No pouco tempo, na Letônia, ele marcou 6 golos em 11 jogos disputados na Liga Letônia e Copa Letã .

### Trikala
Em 10 de setembro de 2010, apenas dois dias antes do início do Campeonato Grego da Segunda Divisão, Spasojević juntou-se ao Trikala . Como ele chegou tarde em Trikala ele foi usado como um substituto nos primeiros jogos, e ele só jogou 203 minutos nos primeiros 13 jogos disputados. Neste tempo, Spasojević recebeu uma oferta do Bali Devata FC (atualmente Persires Bali Devata FC) da Liga Primer da Indonésia , que ele aceitou já que estava infeliz por falta de futebol na primeira equipa no Trikala .

### Bali Devata
Em 1 de janeiro de 2011 Spasojević chegou na Indonésia e assinou um contrato com Bali Devata FC, onde logo se tornou um jogador fundamental, marcando 8 gols na primeira metade da temporada de 2011. Ele também marcou dois gols num amistoso jogado em 23 de agosto de 2011, em Surabaya contra a seleção sub-23 da Indonésia, apesar do Bali Devata ter sido derrotado por 4 a 2 nesse jogo. 

### PSM Makassar
Em 01 outubro de 2011 Spasojević assinou um contrato com PSM Makassar na Indonésia Premier League . Em 23 de janeiro de 2012, foi relatado que o italiano Brescia Calcio da Serie B queria contratá-lo,  mas PSM Makassar recusou a oferta alguns dias depois. Na sua primeira temporada 2011-12 com PSM Makassar ele terminou como artilheiro do clube marcando 14 gols,  10 gols na Premier League da Indonésia e 4 gols na Copa da Indonésia ,.  Ele também foi selecionado pelo Goal.com na melhor equipe de 2011-12 temporada na Indonésia.  Como uma recompensa pela grande temporada Spasojević foi convidado pela Premier League Indonésia para jogar ao lado da estrela espanhola Cesc Fàbregas em jogo beneficente entre equipe da Seleção Indonésia e "Fabregas e amigos".  O jogo teve lugar em Jacarta, em 05 de julho de 2012 e foi concluída pelo resultado de 1:1. Spasojević fez um belo gol para "Fabregas e amigos", após grande assistência de Cesc Fàbregas , que visitou a Indonésia apenas alguns dias depois de vencer o Euro 2012 com a Espanha .
Durante seu período no PSM Makassar ele marcou 19 gols em 29 jogos.

### Mitra Kukar
Em 15 de maio de 2013 Spasojević juntou-se ao Mitra Kukar da Indonesian Super League logo após o clube não conseguiu assinar com Andriy Shevchenko . Como relatado pelo Goal.com,  Mitra Kukar ofereceu US $ 100.000 por jogo para o astro ucraniano, mas ele recusou a oferta. A próxima escolha foi Spasojević que assinou o contrato até o final da temporada de 2013 . Spasojević marcou 10 gols em 16 jogos, tornando-se um dos atacantes mais prolíficos na Indonésia Super Liga marcando gols em 119 minutos jogados.  Com seus gols importantes na temporada de 2013 ele liderou Mitra Kukar para alcançar o maior sucesso na história do clube, o 3 º lugar na Indonésia Super League .

## Titulos

### Clube
Dinamo Tbilisi
- Campeonato Georgiano : 2007-08
- Copa da Geórgia : 2009
- Geórgia Super Cup : 2008

### Individual
- Selecionado pelo Goal.com [13] na melhor equipe da Indonésia Premier League na temporada: 2012
- Selecionado pelo Mundo Futebol da Indonésia [14] como um dos seis melhores jogadores da Indonésia: 2012
- Primeiro jogador na Indonésia Super League da  história que fez 5 gols [15] em uma partida.

## Vida pessoal
Ilija Spasojević é casado com uma mulher indonésia e atualmente vive na Indonésia. Ele fala fluentemente Inglês, espanhol, indonésio, russo e georgiano.
Ilija Spasojević tem um irmão chamado Mirko Spasojević, eles jogaram juntos no PSM Makassar, diferente de seu irmão ele não se adaptou a Indonésia e foi transferido para o FK Mornar.

## References
1. ↑  «Ilija Spasojevic - Spasogoal»
2. ↑  «Spasojevic replacing Wichniarek at Arminia Bielefeld?». Bild
3. ↑  «Red Star: Spasojevic targeted». Consultado em 12 de dezembro de 2013. Arquivado do original em 16 de outubro de 2013
4. ↑  «U-23 National team conquer Bali Devata»
5. ↑  «Brescia interested in Ilija Spasojevic»
6. ↑  «Ilija Spasojevic is staying at PSM»
7. ↑  «Spasojevic Berobsesi Jadi Top Skorer». Consultado em 12 de dezembro de 2013. Arquivado do original em 31 de julho de 2012
8. ↑  «Spasojevic rejects Thai approach»
9. ↑  «The best team of 2011-12 season in Indonesia». Goal.com
10. ↑  «Fabregas impressed by goal of Spasojevic»
11. ↑  «Indonesian club Mitra Kukar looking to sign Shevchenko»
12. ↑  «Ilija Spasojević statistics»
13. ↑  «The best team of season 2011/2012 in Indonesia». Goal.com
14. ↑  «World Soccer Indonesia Chose Spaso Among Best Players»
15. ↑  «Spasojevic scored five goals, Mitra Kukar won PSPS»